# Revben

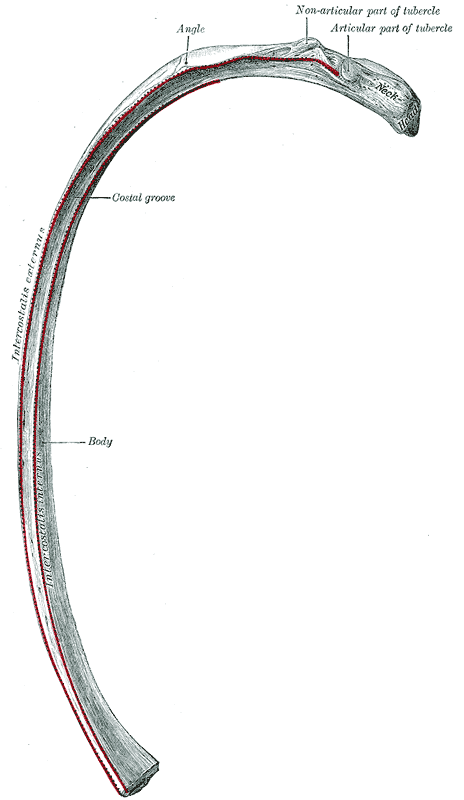
Ett mänskligt revben, illustration ur Gray's Anatomy

Människans revben, bröstkorgen, sedda i en Datortomografibild (parallel projektion).

Revben (latin: singular costa, plural costae) är en del av skelettet, som skyddar de inre organen i bröstkorgen.
Revben finns hos alla ryggradsdjur förutom rundmunnar och havsmusfiskar och är vanligen kraftigast i bröstregionen - hos fåglar och däggdjur finns de endast där. På kroppens buksida når de oftast fram till ett bröstben, som dock saknas hos t. ex. fiskar och ormar. Hos däggdjur varierar antalet revben mellan 9 och 25.
De flesta människor har 24 revben, 12 på vardera sida. Sju par revben är så kallade sanna revben och fäster direkt till sternum (bröstbenet). De tre följande, det vill säga par 8, 9 och 10 fäster inte direkt i sternum utan i ovanför sittande revben och bär därför namnet falska revben. Revbenspar 11 och 12, de flytande revbenen, fäster inte på något sätt till bröstkorgens framsida. Ibland förekommer det att en person har ett extra eller saknar ett revbenspar. En vanlig skapelsemyt är att kvinnor har fler revben än män, detta är inte sant då antalet revben beror på HOX-gener som är oberoende av kön. 
Bröstkorgen består av de tolv bröstkotorna, bröstbenet och tolv par revben. De tio översta revbenen sitter fast dels mot benutskott på bröstkotorna, och dels mot bröstbenet genom revbensbrosk. De två nedersta revbenen sitter bara fast mot bröstkotorna, utan något fäste framåt. På så sätt bildar bröstkorgens ben en hålighet som skyddar bland annat hjärta och lungor. I bröstkorgen fäster också muskler som är viktiga för andningen.
Bröstbenet och revbenen räknas som platta ben dit även skulderbladen och höftbenen hör.